# Angenis Hooft

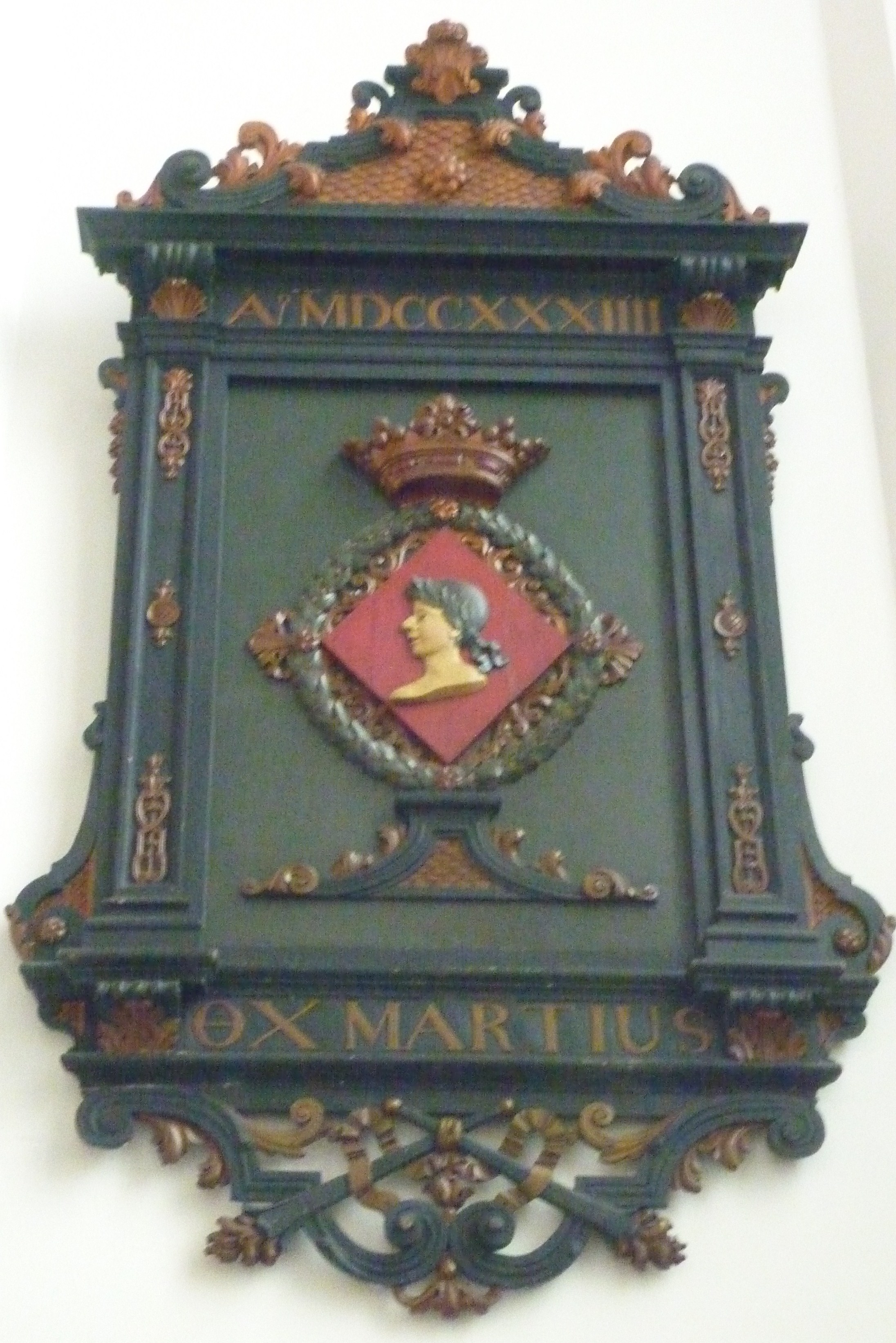
Rouwbord in de Grote Kerk in Den Haag

Angenis Hooft (1678 - Den Haag, 10 maart 1734) was de oprichtster van 't Hooftshofje, een liefdadigheidshofje in Den Haag.
Angenis was de achterkleindochter van Jan Luytgens Boeyshooft (voorheen Luytjesz, later Jan Lucasz Hooft) uit Schagen, de enige zoon van Luytgen Jansz Boeyshooft. Jan Luytgens werd omstreeks 1588 geboren, was kistenmaker en verhuisde in 1615 naar Amsterdam. Hij trouwde met Elisabeth Lenaerts, werd een succesvol koopman en overleed in zijn huis in Heemstede in 1662. Hij bezat twee panden aan de noordzijde van de Amsterdamse Leliegracht: De Roos en De Lelie. Deze twee panden werden door P.C. Hooft aan hem getransporteerd, tezamen met drie erven.
De oudste zoon van Jan Luytgens en Elisabeth was Lucas Janszn Hooft (september 1615 - november 1641). Hij kreeg in juni 1642 een zoon, Lucas Hooft. Deze werd advocaat aan het Hof van Holland en woonde met zijn vrouw aan de Brouwersgracht. Hij overleed al in 1679, kort nadat Angenis was geboren. Haar moeder was de Haagse Cornelia Verburch, in de Kloosterkerk gedoopt in 1649 en in de Grote Kerk begraven in 1726. 
Angenis was het vierde kind van Lucas en Cornelia Hooft. Op 23 januari 1678 werd zij in de Kloosterkerk gedoopt.
Aan het einde van haar leven woonde Angenis Hooft in Rijswijk. Zij bezat nog steeds de twee panden aan de noordzijde van de Leliegracht.

## Testament
Op 6 juli 1733 maakte de 55-jarige Angenis Hooft bij notaris Eduard van Velsen haar testament. Zij was bemiddeld en ongehuwd en zij bepaalde dat na haar overlijden haar roerende en onroerende goederen verkocht moesten worden. Het testament begint met een beschrijving van haar teraardebestelling. Er werd ook een inventarislijst gemaakt en een lijst van haar obligaties, rentebrieven en aandelen, waaronder aandelen van de VOC. Zij woonde in Den Haag maar had ook de beide panden aan de Leliegracht. De opbrengst van haar bezittingen moest twintig jaren worden vastgezet om rente te verzamelen, daarna moest er in Den Haag een liefdadigheidshofje gebouwd worden. Angenis Hooft overleed acht maanden later, op 10 maart 1734.
Aan haar knecht Hendrik Boom legateerde zij een woning in haar pakhuis Gottenburg op Droogback in Amsterdam en jaarlijks levenslang honderd gulden.

### Begrafenis

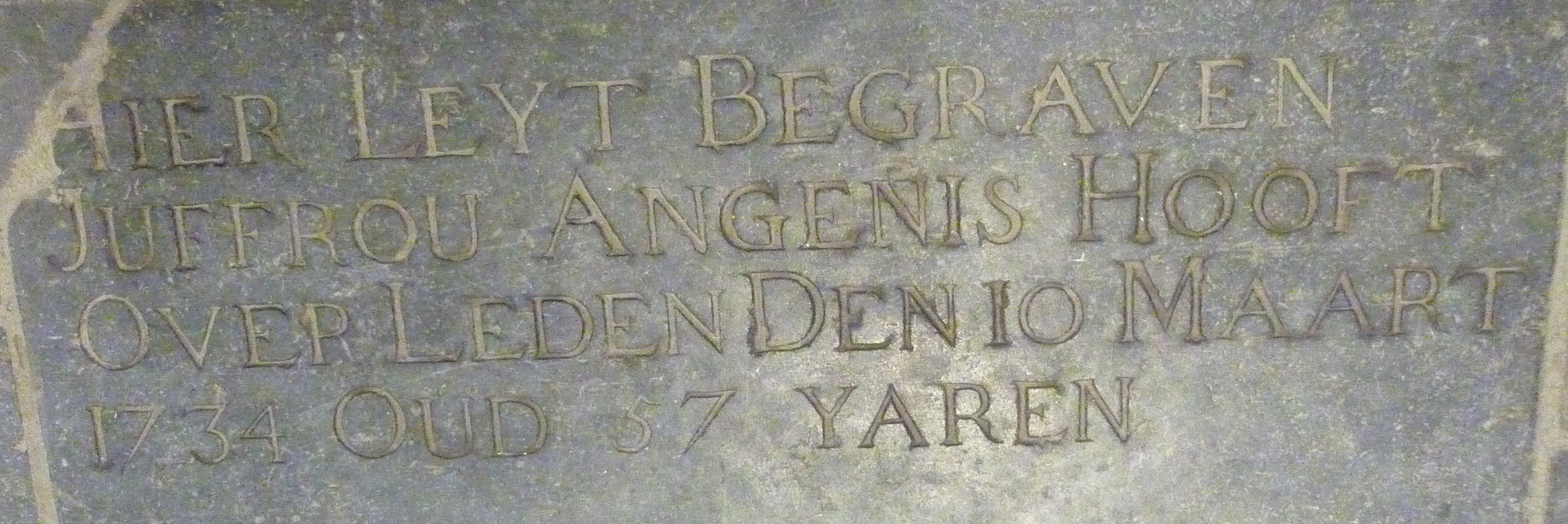
Haar grafsteen in de Grote Kerk

Zij werd in de Grote Kerk begraven. Dit gebeurde 's avonds, zoals in haar kringen gebruikelijk was, mogelijk omdat er overdag rondom de kerk markt gehouden werd.
De stoet werd voorafgegaan door haar rouwbord, oorspronkelijk afgewerkt met zwart fluweel. Ze wilde een nieuw graf in de kerk krijgen, waarin haar moeder en grootmoeder bijgezet moesten worden. Op het graf moest een behoorlijke zerk komen en deze moest worden afgezet met witte tegeltjes. Zij verklaarde uitdrukkelijk dat niemand anders in het graf mocht worden bijgezet.
Het rouwbord werd in 1795 op last van het Franse bestuur uit de kerk verwijderd. Regent Theodorus Otto Becker bracht het toen naar het hofje. Rond 1906 is het aangeboden aan de Grote Kerk en vervolgens aan het Gemeentemuseum, dat toen nog was gehuisvest in de Sint Sebastiaansdoelen, het pand waarin tegenwoordig het Haags Historisch Museum is gevestigd. Geen van beide was geïnteresseerd in een verwaarloosd bord. Ten slotte ging het wapenbord naar Jhr Gustaaf Willem Joan Hooft van Woudenberg (1866-1945), die met zijn vrouw Johanna Petronella de Pesters op Huize Ter Wege in Huis ter Heide woonde. Hij liet het bord in 1907 restaureren, het vergane fluweel verwijderen en het hout zwart lakken. In 1937 overleed Johanna de Pesters en werd Ter Wege verkocht. Hooft bood toen het wapenbord aan het hofje aan, waar het sinds december 1937 heeft gehangen. Op 25 maart 2011 is het bord overgedragen aan de Grote Kerk, waar het vroeger bij het hoogkoor hing.
De grafsteen is in de 20ste eeuw verplaatst en ligt nu aan de linkerkant van het koor.

## Trivia
- Cornelia Verburch was de zuster van Cornelis Verburch, geboren in 1646. Deze was getrouwd met Maria van Riebeeck, de dochter van Jan van Riebeeck, de stichter van de Kaapkolonie.
- Gustaaf Willem Joan Hooft van Woudenberg (1866-1945) is de grootvader van Pieter C. Hooft (1941), die nu op landgoed Geerestein woont.